# محمد الصغير (مغني)
محمد محمد عبد المعطى أو مايعرف محمد الصغير (1917- 26 نوفمبر 1996) هو مطرب شعبي مصري

## حياته
ولد في حي اللبان الإسكندرية تزوج من الفنانة نعيمة الصغير وأيضا الراقصة زوبة الكلوباتية وعملا معا كمقدم برامج إذاعية تمثلية في فرقة إبراهيم حمودة ثم إسماعيل ياسين،توجه للعمل الإذاعي بإذاعة الإسكندرية حتي وفاته في 15 رجب 1417 هـ.

## أعماله
- من أعماله التمثيلية الإذاعية:

1- سمر
2- أبو العروسة
3- أبو فراس الحمداني
4- الرملة البيضا
5- الحارس الله
6- باب التوبة
7- حلقة الأنفوشي
8- رمضان في الإسكندرية
9- سوق راتب
10- صيف الإسكندرية
11- عروس البحر
12- لقاء في رمضان
13- نصيبك يصيبك
15-وجه بحري